# Mason (Virginie-Occidentale)
Pour les articles homonymes, voir Mason.
Mason est une ville américaine située dans le comté de Mason en Virginie-Occidentale.
Selon le recensement de 2010, Mason compte 968 habitants. Située sur l'Ohio, la municipalité s'étend sur 0,59 milles carrés (1,53 km2).
D'abord, appelée Waggener’s Bottom, la ville est érigée en municipalité en février 1856 par l'Assemblée générale de Virginie. Elle doit son nom à son comté, lui-même nommé en l'honneur de George Mason,.